# Eduardo Dos Santos Haesler
Eduardo Dos Santos Haesler (* 10. Februar 1999 in Duisburg), auch bekannt als Dudu, ist ein deutsch-brasilianischer Fußballtorwart, der bei Viktoria Köln unter Vertrag steht.

## Karriere
Dos Santos Haesler wurde in Duisburg geboren, als sein Vater und seine brasilianische Mutter im angrenzenden Düsseldorf wohnten. Die Familie zog anschließend zunächst nach Bonn und dann nach Königswinter, wo Dos Santos Haesler sportlich erst mit Leichtathletik begann, bevor er sich seinem ersten Fußballverein dem DSV Königswinter anschloss.
In der Folge wechselte er während seiner Jugendkarriere relativ häufig seinen Verein, erst bei seinem letzten Jugendverein, dem MSV Duisburg blieb er von 2014 bis 2018 für längere Zeit. Die erste Schritte im Seniorenbereich machte er daraufhin bei der zweiten Mannschaft von Werder Bremen in der viertklassigen Regionalliga Nord. Durch seine guten Leistungen dort erhielt er im November 2020 einen Profivertrag und wurde zum dritten Torhüter der ersten Mannschaft. In der Rückrunde der Saison 2020/21 erreichte er zeitweise den Status als zweiter Torwart und stand daher häufiger im Bundesliga-Spieltagskader.
Um Spielpraxis auf hohem Niveau zu erlangen, wurde Dos Santos Haesler im August 2021 für eine Saison an den dänischen Erstligisten FC Nordsjælland verliehen. Nach einem starken Debüt im Ligaspiel gegen Vejle BK, erreichten seine Leistungen in den folgenden Spielen nicht die in ihn gesteckten Erwartungen und nach insgesamt sechs Spielen für Nordsjælland folgten ab Oktober 2021 keine weiteren Einsätze mehr. Zur Saison 2022/23 kehrte er zu Werder Bremen zurück.
Zur Saison 2024/25 wechselte Dos Santos Haesler in die 3. Liga zu Viktoria Köln.

## Erfolge
- Meister der Bremen-Liga und Aufstieg in die Regionalliga Nord: 2023/24
- Mittelrheinpokal-Sieger: 2025